# A kis kávéház
A kis kávéház (eredeti francia címe Le Petit Café) 1919-ben bemutatott francia némafilm, vígjáték, rendezte Raymond Bernard. A forgatókönyv Tristan Bernard, a film rendezőjének apja színműve alapján készült. Magyarországon a filmet 1921-ben mutatták be, a budapesti Apolló moziban április hó 20-án vetítették.

## Cselekménye
Caspion márki, a szenvedélyes turista, örökbefogadta az árva Albert Loriflant, aki gyermekéveinek derült napjait a márki birtokán tölti el. Egy nap a márki túrázni indul és a fiút Bigredon intéző gondjaira bízza. Albert azonban megszökik, hogy a város forgatagában önálló keresethez jusson. Egy külvárosi kávémérésbe kerül, ahol Yvonne, a kávézó gyönyörű leánya szemei is csábítják.
A márki azonban útközben szerencsétlenül jár és végrendeletében Albertet nevezi meg másfél millió frank vagyona fő örökösének. Bigredon intéző értesül elsőnek Albert szerencséjéről, és mivel neki a márki csak csekély évjáradékot biztosított, ravasz tervet forral Albert ellen. Phillibert-tel, a kávéház tulajdonosával megállapodik, hogy Albertet kösse 20 éves szerződéssel a kávéházhoz. Albert megkapja a közjegyző értesítését, de túljár Bigredon eszén: megmarad az állásában, hogy majd a tulajdonos mondjon fel neki. Egy alkalommal véletlenül megsérti Yvonne-t, és a lány rá akarja bírni apját, hogy bocsássa el Albertet, aki azonban kijelenti, hogy akkor igényt tart a 300 ezer frank bánatpénzre. Végül eláll követelésétől, mert Yvonnal megtalálják az egymáshoz vezető utat, és boldog ölelkezésben eljegyzik egymást. 

## Szereplők
- Max Linder – Albert Loriflan
- Armand Bernard – Bouzin
- Jean Joffre – Arsène Fiacre Philibert
- Wanda Lyon – Yvonne
- Flavienne Mérindol – Edwige, cigány
- Halma – Bigredon
- Major Heitner – cigány zenész
- Andrée Barelly – Bérangère d'Aquitaine
- Henri Debain – a merülő